# 熊野神社 (南陽市)
熊野神社（くまのじんじゃ）は、山形県南陽市にある神社である。旧社格は県社。正式名称は熊野神社であるが、通常は、熊野大社（くまのたいしゃ）の通称の方が用いられている。日本三熊野の一つとされる。

## 祭神
伊弉諾命、伊弉冉命を主祭神としている。熊野神社の総本社である熊野三山では家津御子大神（素盞嗚尊）・熊野夫須美大神（伊弉冉命）・熊野速玉大神（伊弉諾尊）を祭神とし、全国の熊野神社もこの三神を祀っている。当社では伊弉冉命を主神とし、素盞嗚尊・伊弉諾尊を配祀している。

## 歴史
社伝での最も古い記述は、大同元年（806年）、平城天皇の勅命により紀伊国熊野権現の勧請を受けて再興されたとするもので、それより前の国分寺建立のときに創建されたものと推定されている。実際には平安時代末期の平維盛（1158年 - 1184年）により創建されたとする説もある。社伝によれば、後白河天皇が久寿2年（1155年）の即位のときに当社に天下泰平の祈祷を命じ、以降勅願所になったと伝える。歴代の領主である伊達氏・上杉氏の崇敬を受け、社領の寄進や社殿の整備が行われた。神仏習合の時代には、熊野三山と同じ証誠寺の寺号を称することを許され、熊野修験の一大霊場として栄えた。明治5年（1872年）に郷社、大正6年（1917年）に県社に列した。

## 文化財
- 熊野神社拝殿 - 県指定有形文化財。入母屋造草葺、向拝中央間向唐破風付入母屋造草葺で、全国的にも類例が少ない大規模な拝殿で、天明7年（1787年）再建。
- 土社神社本殿 - 県指定有形文化財。一間社流造、銅板葺（もと茅葺）の小社で、室町時代末期頃の建築。
- 二の宮神社本殿 - 県指定有形文化財。一間社流造、銅板葺の素木造の小社。
- 三の宮神社社殿 - 市指定有形文化財。三間社流造の簡素な小社。

## 境内
icho cafe（いちょうカフェ）
境内にあるカフェ（神社カフェ）。地域おこしの一環として、旧・いちょう売店を改装。地元のコーヒー豆店選りすぐりの豆や、地元産の食材を使ったメニューを提供する。

## アクセス
- 山形鉄道フラワー長井線宮内駅下車、徒歩10分
- 山形新幹線・JR山形線赤湯駅からタクシー約10分
- E13 東北中央自動車道 南陽高畠インターチェンジ